# История Речи Посполитой (1764—1795)

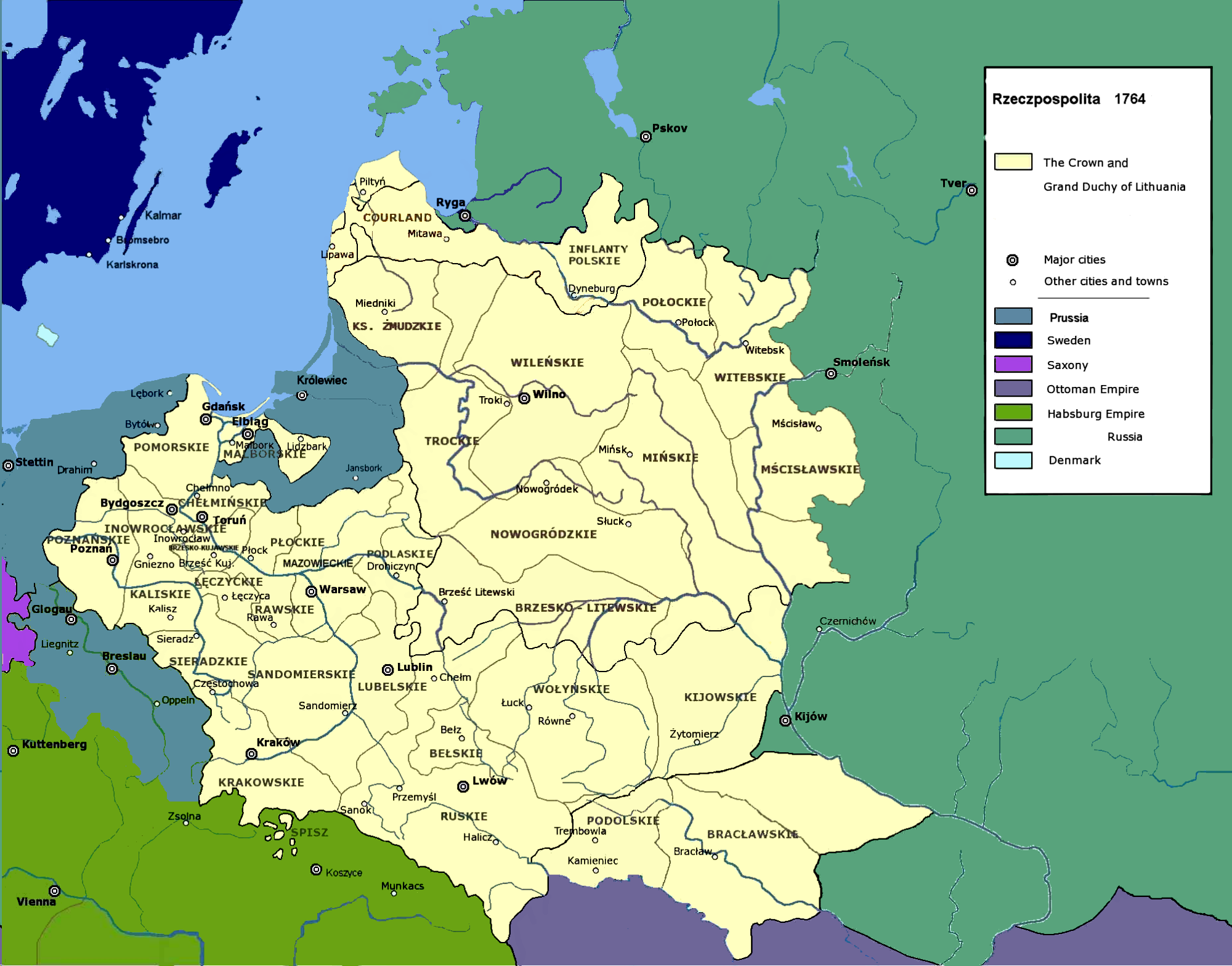
Речь Посполитая в 1764 году

История Речи Посполитой (1764—1795) — период, охватывающий последние десятилетия существования Речи Посполитой. Промежуток времени, в течение которого приходящее в упадок государство проводило широкомасштабные реформы и подвергалось трем разделам со стороны соседних держав, совпадает с избранием и правлением последнего короля — Станислава Августа Понятовского.
Во второй половине XVIII в. государство провело фундаментальные внутренние реформы. Реформаторская деятельность вызвала враждебную реакцию и, в конечном итоге, военный ответ со стороны окружающих государств. Вторая половина века принесла улучшение экономики и значительный рост населения. Самая густонаселенная столица Варшава заменила Данциг (Гданьск) в качестве ведущего торгового центра, возрастала роль более зажиточных городских слоев. Последние десятилетия независимого существования характеризовались интенсивными реформаторскими движениями и далеко идущим прогрессом в области образования, интеллектуальной жизни, искусства и науки, и особенно к концу периода, эволюцией социальной и политической системы.

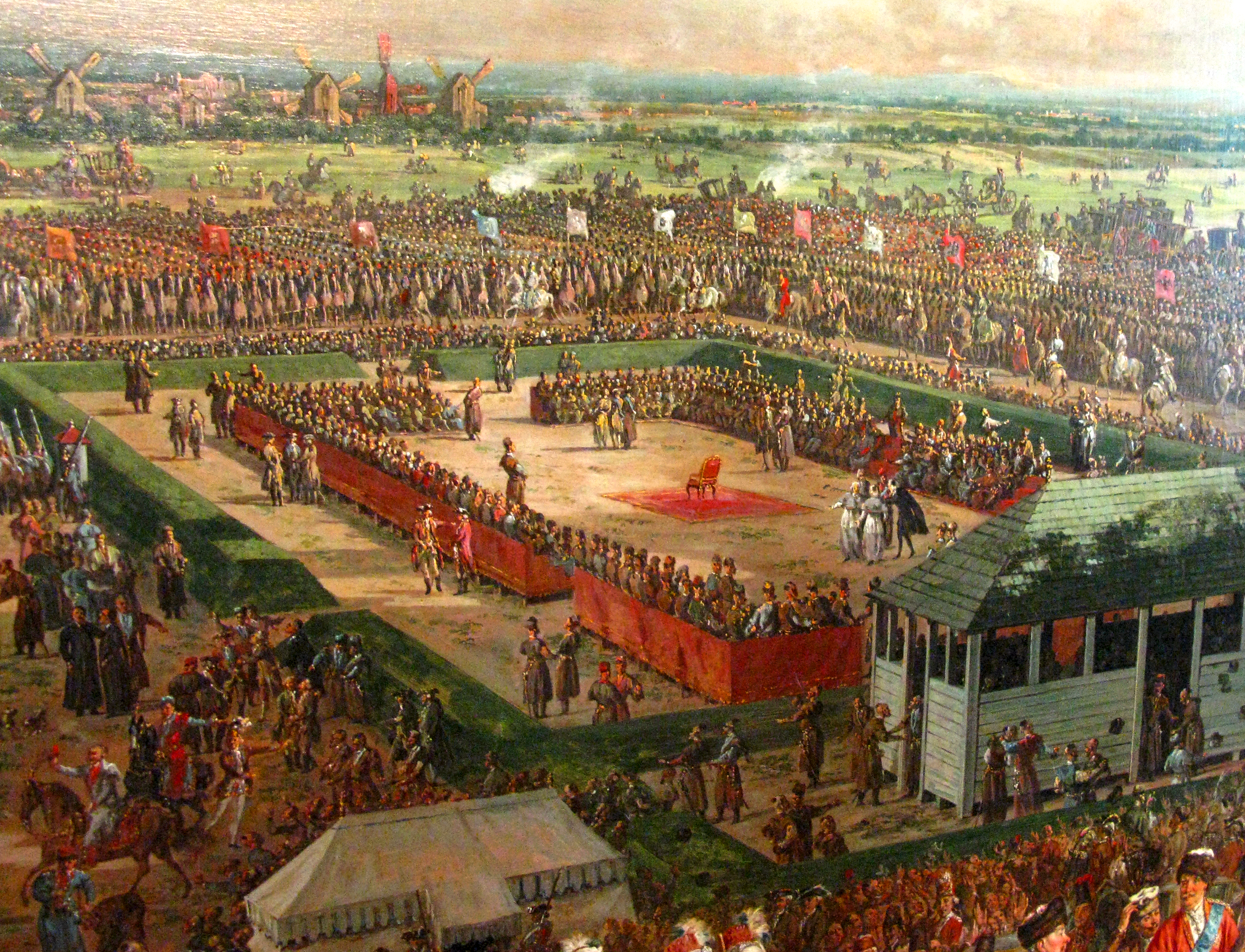
Королевские выборы 1764 года.

Королевские выборы 1764 года привели к избранию утонченного и светского аристократа Станислава Августа Понятовского, связанного с крупной фракцией магнатов, но избранного и навязанного российской императрицей Екатериной II, которая ожидала, что Понятовский будет её послушным последователем. Соответственно, король управлял, разрываясь между желанием провести необходимые для спасения государства реформы и осознанной необходимостью оставаться в подчиненных отношениях. Барская конфедерация 1768 года была шляхетским восстанием, направленным против России и польского короля и боровшимся за сохранение независимости Польши и поддержку традиционных основ шляхты. Оно было подавлено, и в 1772 году последовал Первый раздел Речи Посполитой со стороны Российской империи, Прусского королевства и Габсбургской Австрии. «Раздельный сейм» под давлением «ратифицировал» раздел и признал его свершившимся фактом. В 1773 году сейм учредил Комиссию по национальному образованию, первое в Европе государственное учреждение образования..
Многолетний сейм, созванный Станиславом Августом в 1788 году, известен как Великий или Четырёхлетний сейм. Важнейшим достижением Сейма стало принятие 3 мая Конституции, первого в современной Европе единоличного провозглашения высшего закона государства. Реформистский, но умеренный документ, обвиненный недоброжелателями в симпатиях к Французской революции, вскоре вызвал сильную оппозицию со стороны консервативных кругов высшего дворянства и Екатерины II, решившей предотвратить возрождение сильного государства. Тарговицкая дворянская конфедерация обратилась за помощью к императрице, и в мае 1792 года русская армия вступила на территорию Речи Посполитой. Оборонительная война Речи Посполитой закончилась, когда убежденный в тщетности сопротивления король капитулировал, присоединившись к Тарговицкой конфедерации. Конфедерация взяла на себя управление, но Россия и Пруссия в 1793 г. устроили и осуществили Второй раздел Речи Посполитой, в результате чего страна осталась с критически сокращенной территорией, практически неспособной к самостоятельному существованию.
Радикализованные недавними событиями реформаторы, все ещё номинально на территории Содружества и в изгнании, вскоре занялись подготовкой национального восстания. Тадеуш Костюшко был выбран его лидером; популярный генерал приехал из-за границы и 24 марта 1794 г. в Кракове объявил национальное восстание под своим командованием. Костюшко освободил и завербовал в свою армию многих крестьян, но масштабное восстание, активно поддержанное также городскими плебейскими массами, оказалось неспособным вызвать необходимое иностранное сотрудничество и помощь. Оно закончилось подавлением войсками России и Пруссии, в ноябре была взята Варшава. Третий и последний раздел Речи Посполитой был снова предпринят всеми тремя разделяющими державами, и в 1795 году Речь Посполитая фактически прекратила свое существование.

### Реформы Фамилии, избрание Станислава Понятовского, дисидентский вопрос и Радомская конфедерация

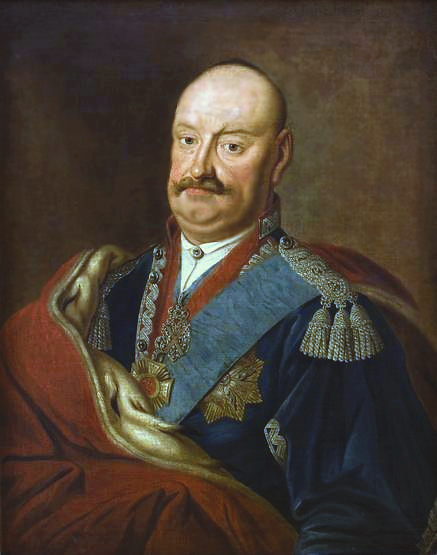
Кароль Радзивил, выступавший за традиционные ценности шляхты.

### Барская конфедерация, первый раздел, Разделительный сейм

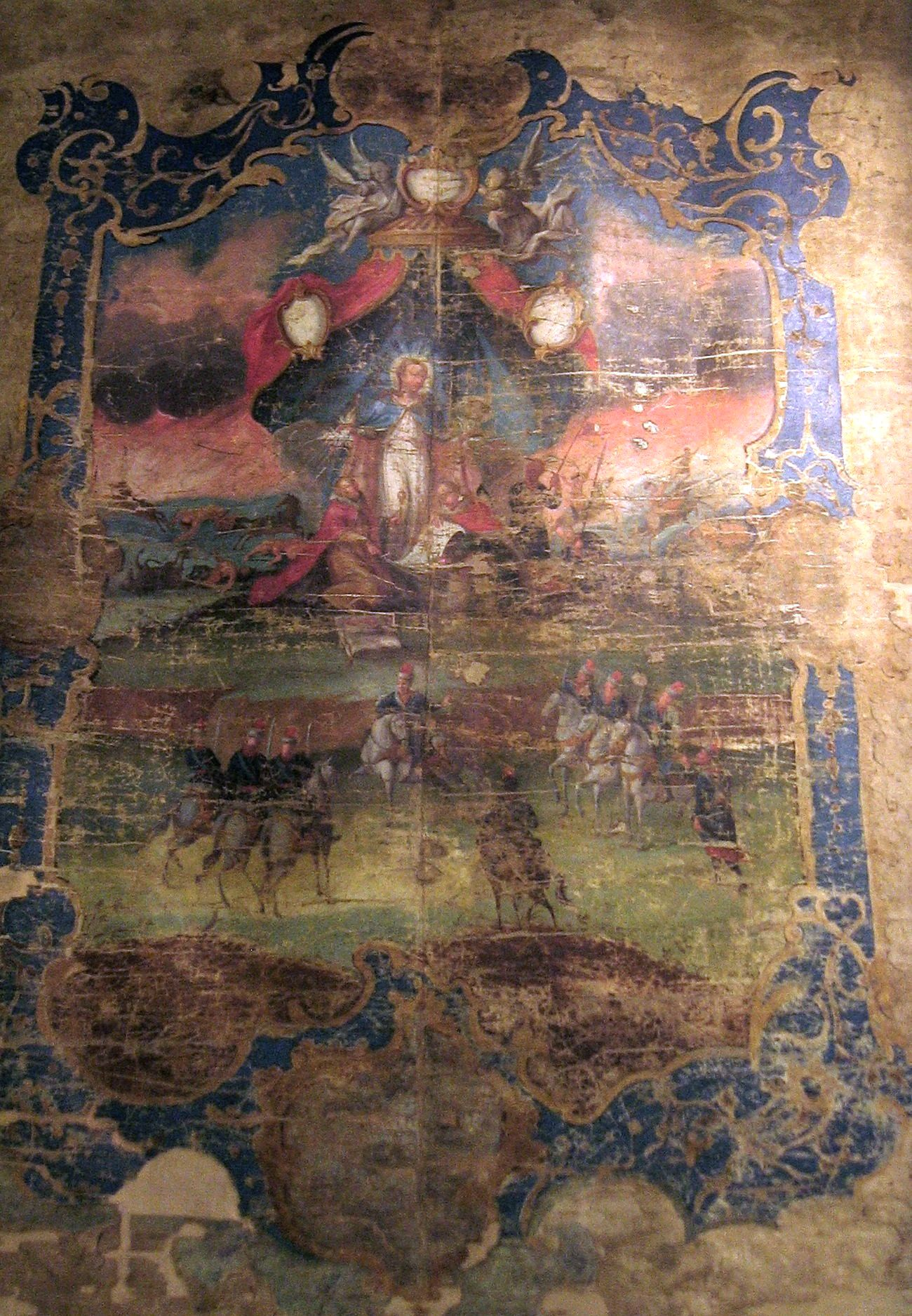
Знамя Барской конфедерации

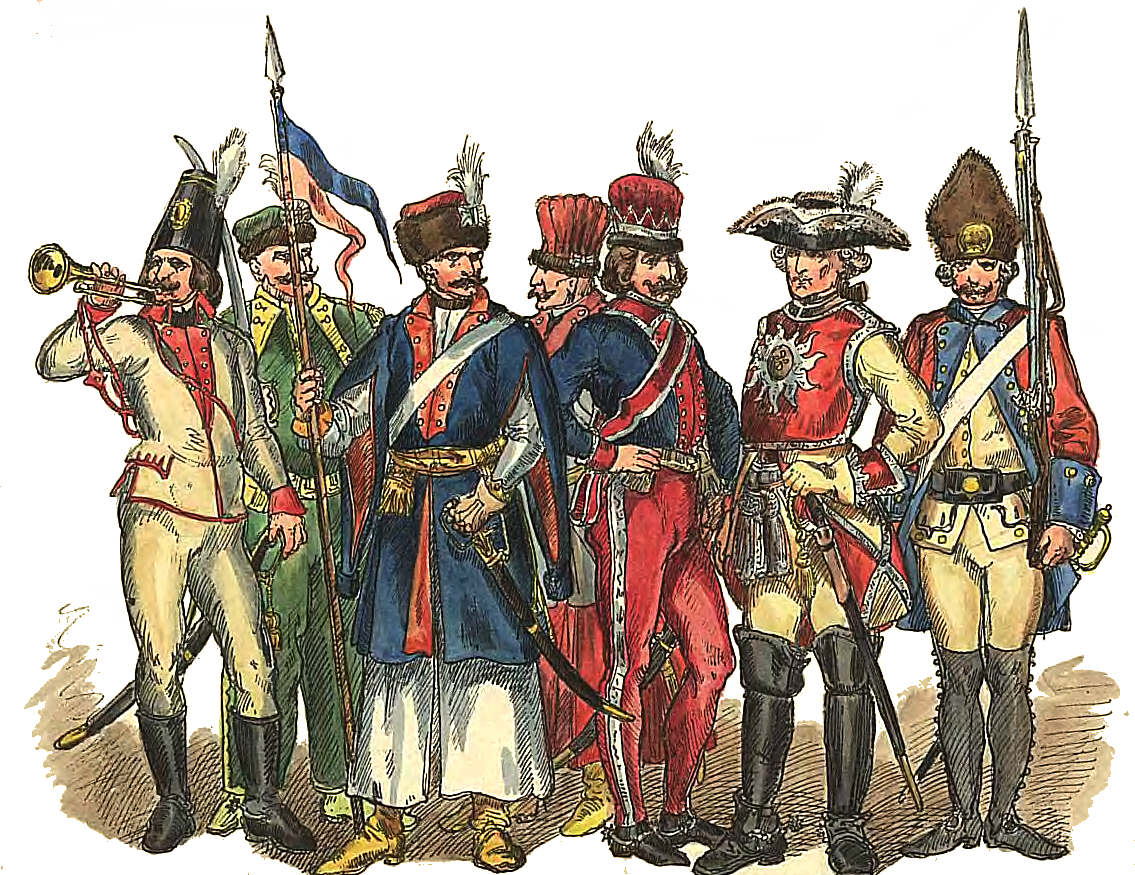
Ян Матейко. Польские солдаты (1697—1795).

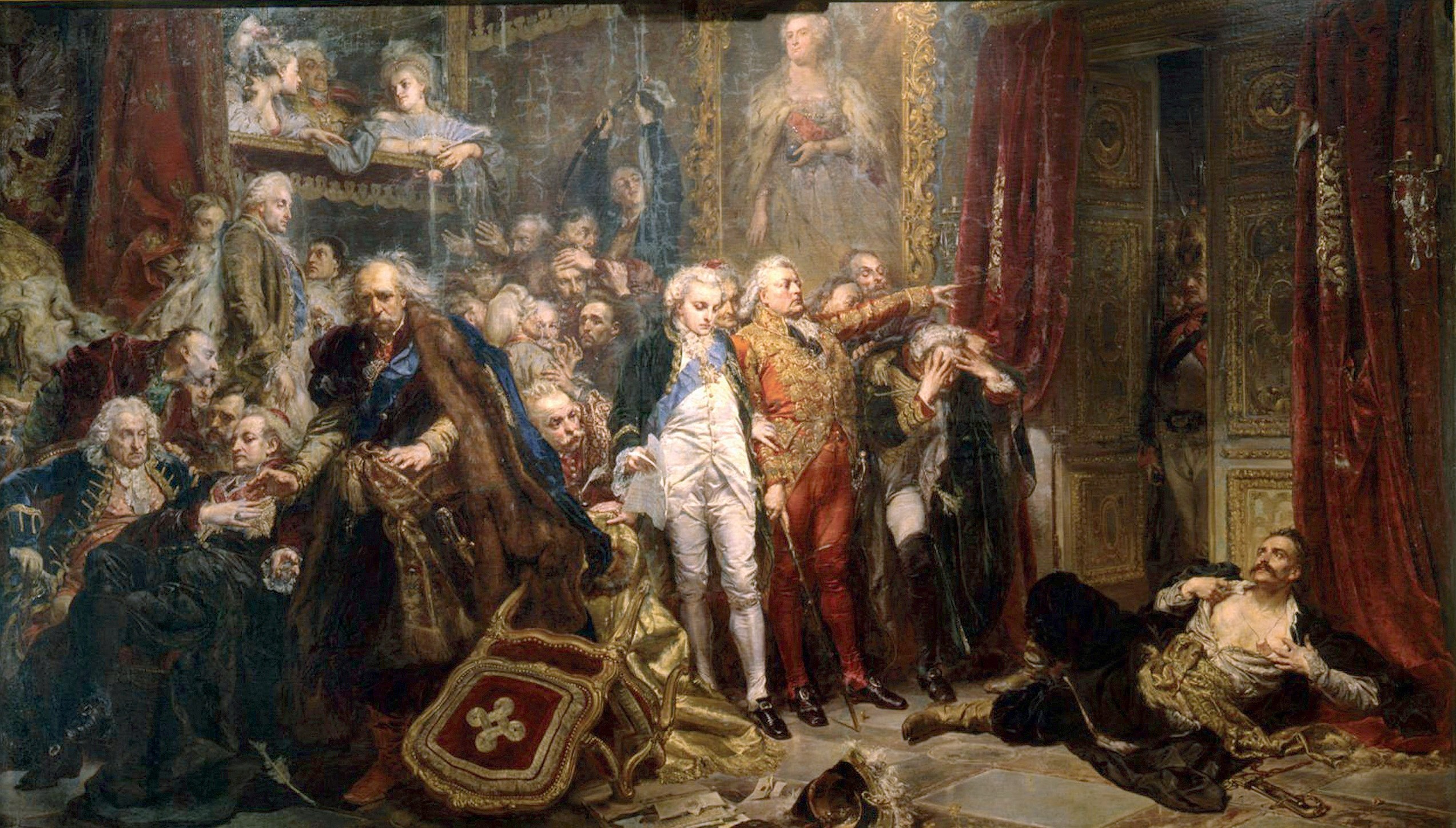
Ян Матйеко. Рейтан. Упадок Польши (1866 год).

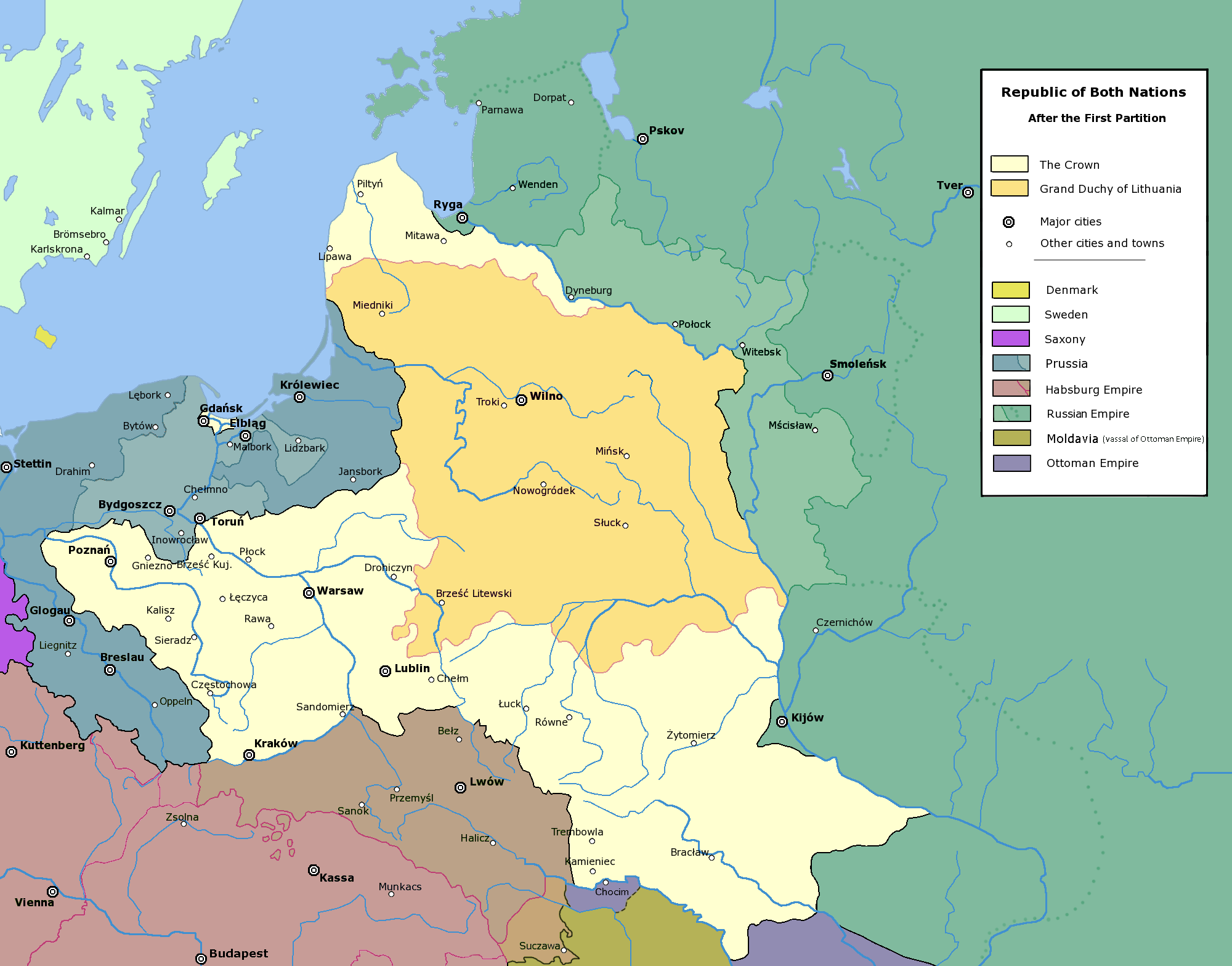
Первый раздел Речи Посполитой.

### Замойский кодекс, формирование реформистской партии и плана реформ

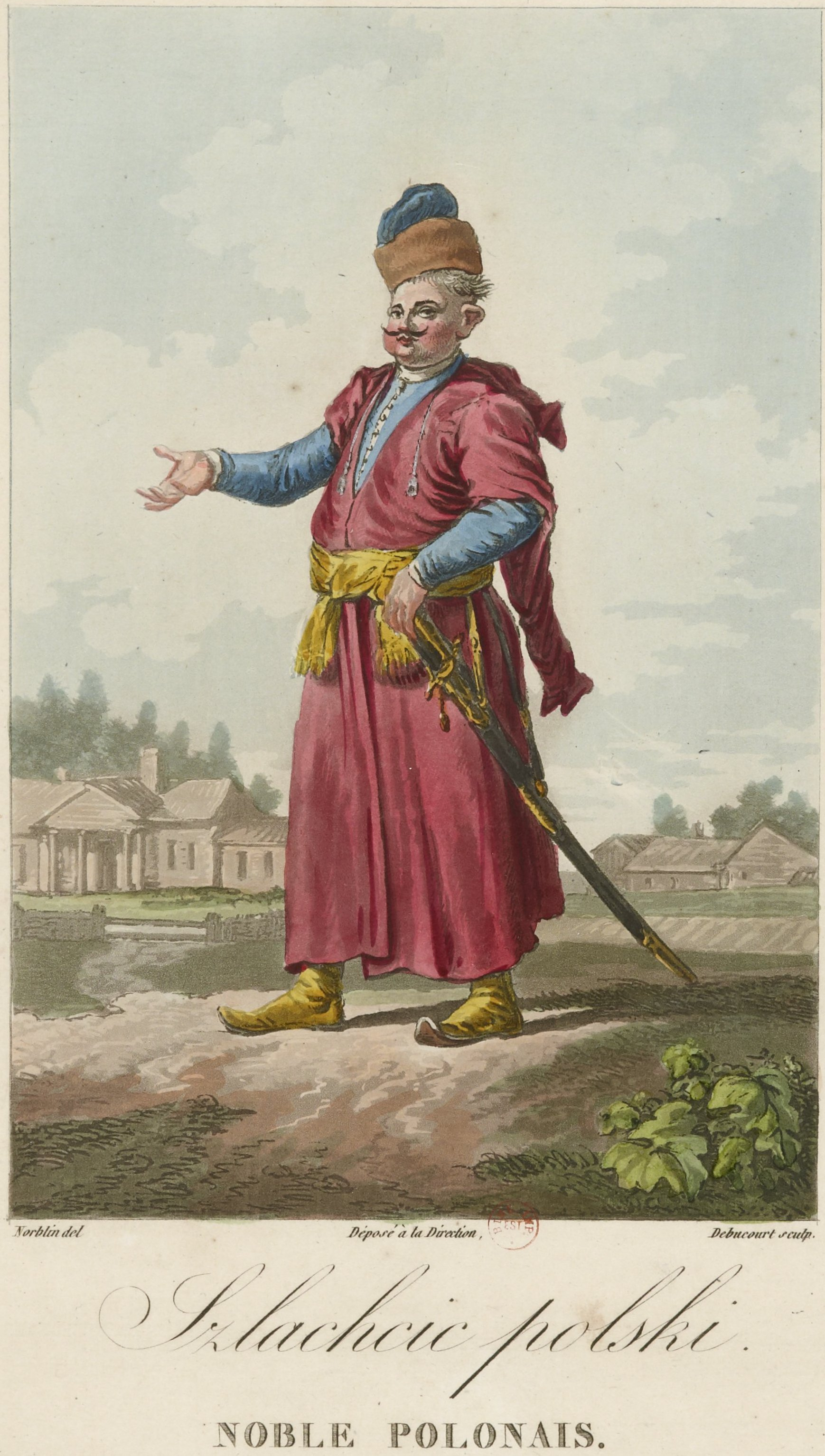
Польский аристократ, иллюстарция Жан-Пьера Норблина.

### Великий сейм и конституция 3 мая

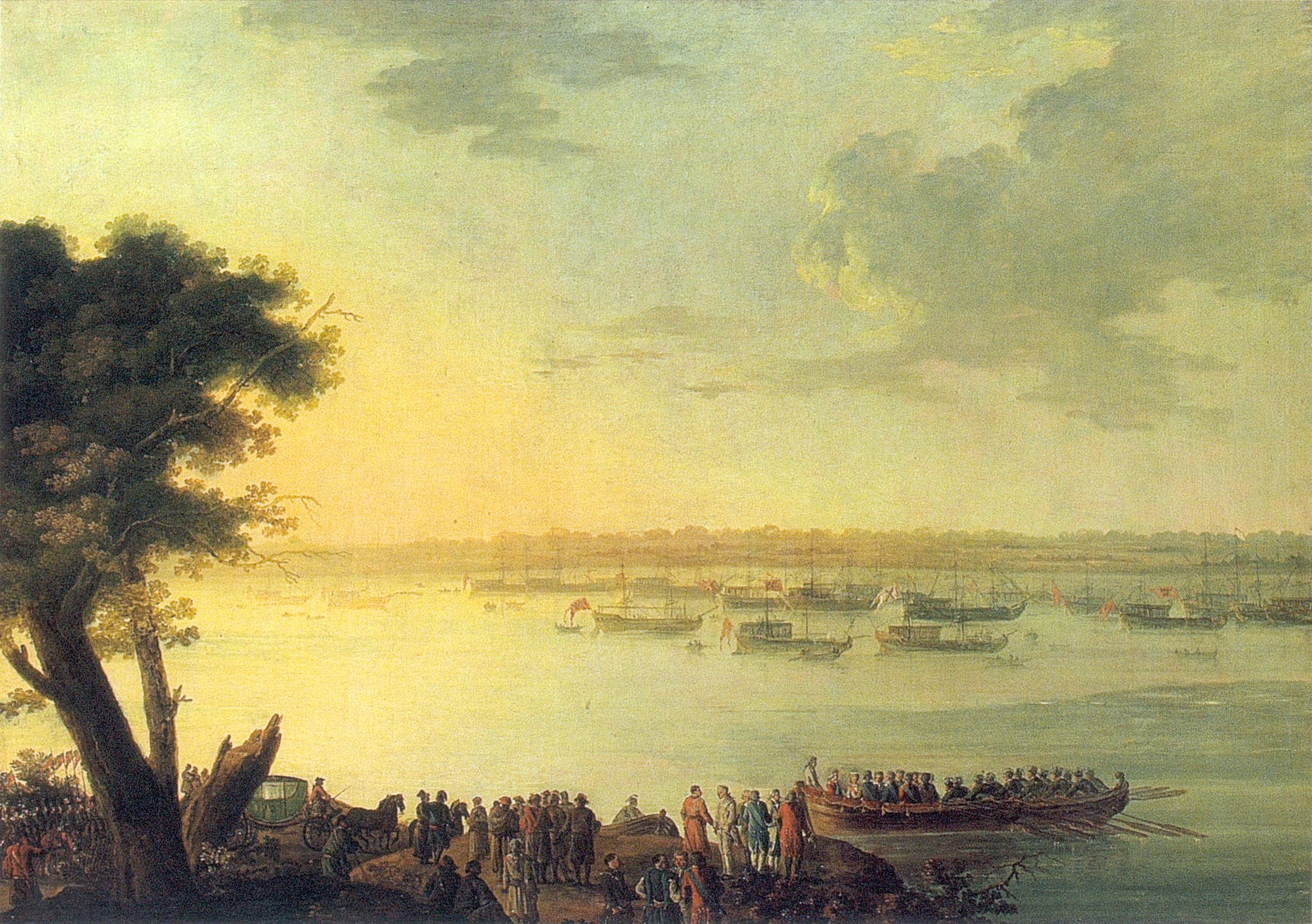
Екатерина покидает Канев в 1787 году.

## Экономика

### Оживление экономики, крепостное право, сельскохозяйственная рента и наемный труд

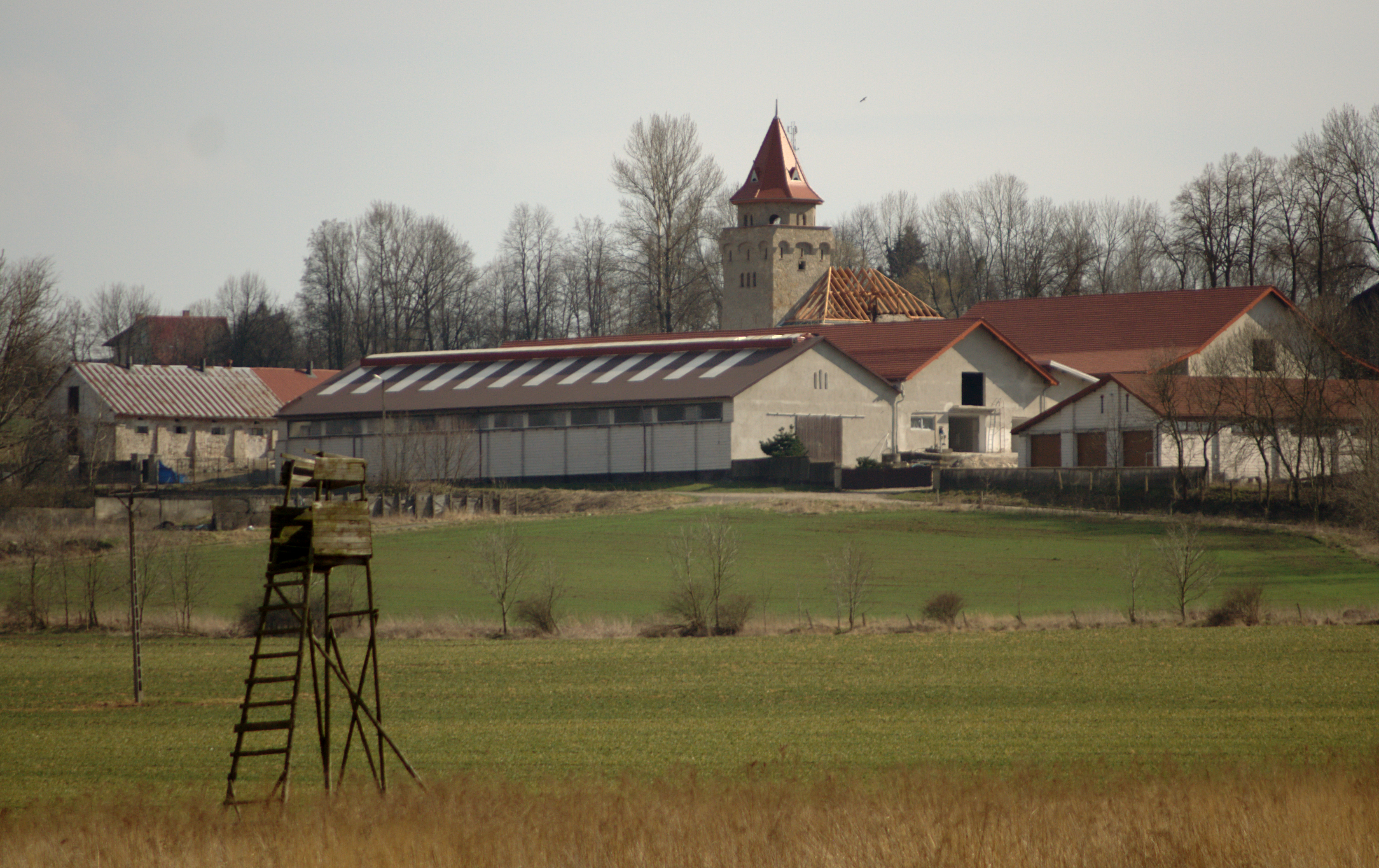
Фольварк в Мышкуве.

Начиная со второй половины XVIII в., Речь Посполитая пережила экономические преобразования, кульминацией которых стало формирование капиталистической системы столетие спустя. Более передовые страны Западной Европы явились источником примеров экономического прогресса и сформулировали идеологию Просвещения, давшую теоретическую основу польским начинаниям. Промышленное развитие, рост населения и частые войны на Западе увеличили спрос на сельскохозяйственную продукцию, что привело к улучшению рыночной ситуации в стране, где преобладало сельское хозяйство: с 1760-х годов цены на импортируемые с востока сельскохозяйственные и лесные товары продолжали расти. Экспорт зерна Речи Посполитой снова достиг высокого уровня начала XVII в. Внутренний рынок продукции также постепенно развивался из-за увеличения населения городов и ухода горожан с сельскохозяйственного рынка труда, к которому многие из них присоединились во времена сильного экономического стресса. Сельскохозяйственные производители снова смогли инвестировать в свою торговлю.
Несмотря на эти благоприятные условия, степень экономических изменений и то, достигли ли они поворотного момента, являются предметом споров. Речь Посполитая начинала с очень низкого уровня экономической активности в начале века, и его темпы роста оставались менее половины темпов роста высокоразвитых стран, таких как Великобритания или Франция. Таким образом, сохранялась относительная экономическая отсталость, которая была одной из основных причин политической и военной слабости государства
Из-за консервативного сопротивления изменениям, несмотря на наличие множества доступных книг по самообразованию, аграрная экономика и аграрные общественные отношения менялись медленно. Выращивание картофеля стало более распространенным сначала в Силезии и Померании. Более типичные сельскохозяйственные улучшения внедрялись в западных провинциях Речи Посполитой (Великой Польше и Восточном Поморье), но общая урожайность зерна ещё не достигла производительности экономики эпохи Возрождения.
Политические и экономические публицисты эпохи Просвещения были озабочены продвижением коренного изменения социальных аспектов сельскохозяйственного производства, в частности крепостного права и необходимости его реформы. Недостаточная производительность и качество продукции народных хозяйств все чаще вынуждали шляхтичей вытеснять или дополнять непосильный крепостной труд сельскохозяйственной наемной рабочей силой и арендой сельхозугодий.
Группа сельскохозяйственных рабочих, «свободные» люди, часто подвергавшиеся ограничениям, пользовались спросом и соблазнялись опубликованными тарифами на заработную плату во времена нехватки рабочей силы. Феодальная рента предлагала предприимчивым крестьянам больше независимости и возможности добиться успеха, если плата была разумной. Такие альтернативные договоренности практиковались в меньшинстве помещичьих владений, чаще всего в западных провинциях. Репрессивное крепостничество оставалось доминирующей формой сельскохозяйственного производства на обширных территориях Польши и Литвы.

### Промышленность и торговля

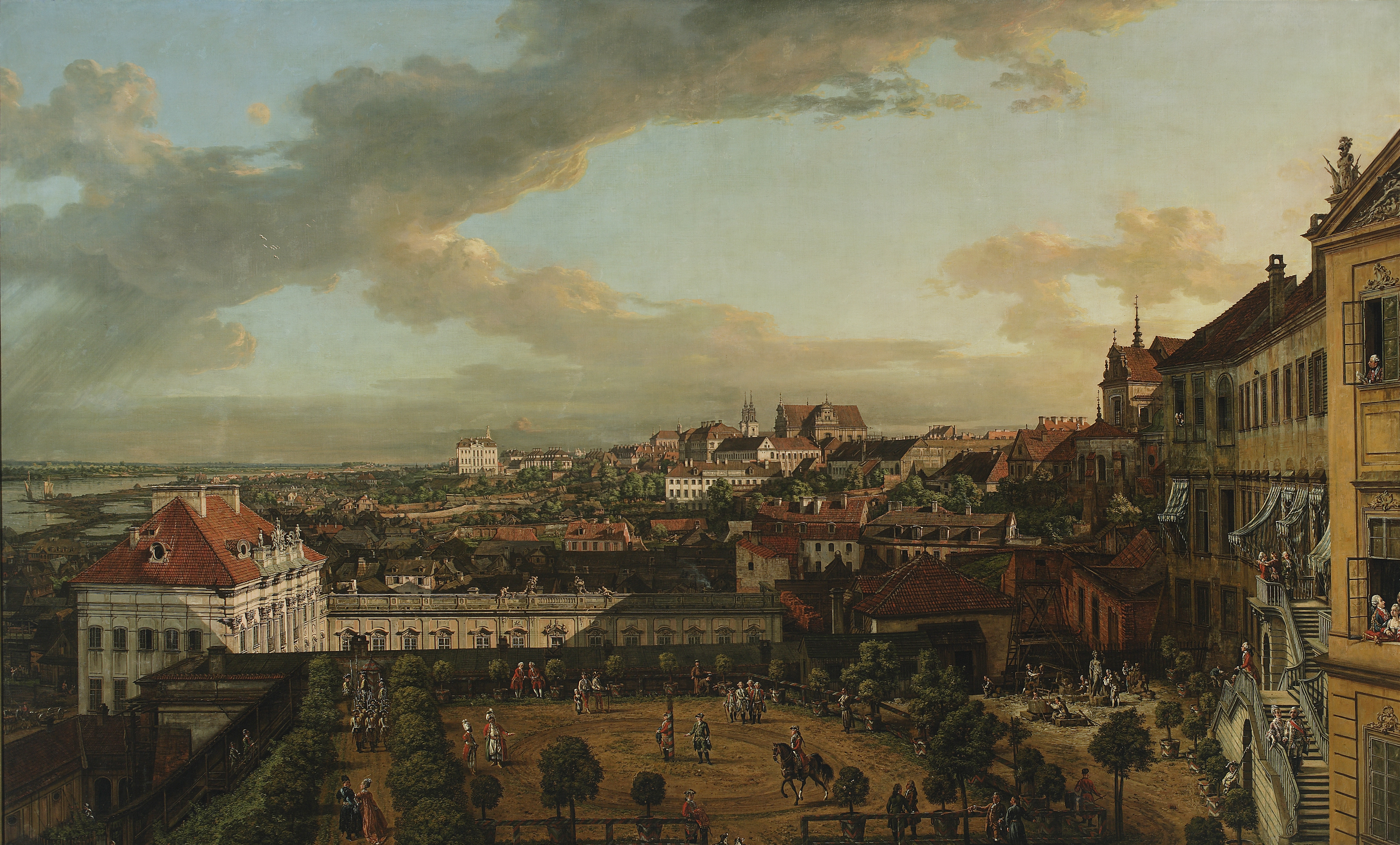
Варшава. Картина 1773 года.

Уровень экономического благосостояния Речи Посполитой во многом определялся её сельскохозяйственным производством, но для пережитого во второй половине XVIII в. коренного преобразования решающее значение имели происходившие в городах и внутри промышленности изменения. Вначале мануфактура и ремесла были слабо развиты по сравнению с Пруссией, Австрией и Россией. Поспешные усилия по устранению полувековой задержки и разрыва в индустриализации, особенно в последние три десятилетия существования Речи Посполитой, увенчались лишь частичным успехом.
Процесс индустриализации, начатый магнатами-землевладельцами в первой половине XVIII в., усилился во второй половине века, когда значительной составляющей стало и мещанское предпринимательство. Важным для развития производства, добычи полезных ископаемых и финансирования промышленности стала эпоха правления короля Станислава Августа Понятовского. Производственные мастерские были наиболее развиты в городах Великой Польши, в Данциге и Восточном Поморье, Варшаве, Кракове и некоторых магнатских поместьях на востоке. Из тяжелой промышленности наиболее значительными стали производство и обработка железа, особенно в Старопольском промышленном районе. Вторая половина XVIII в. принесла в пограничный район Верхней Силезии также тяжелую промышленность (металлургию и горнодобывающую промышленность).

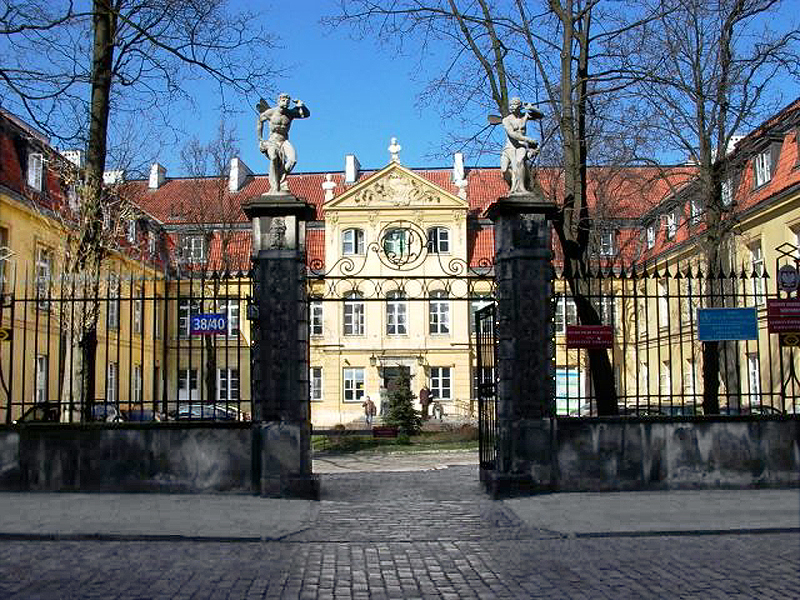
Дворец под четырьмя ветрами Петра Теппера в Варшаве.

Укрепление позиций городских предпринимателей также было результатом оживления торговли. Под руководством короля были предприняты шаги, приведшие к отмене монополии дворянства на различные виды торговой деятельности, что сделало возможной концентрацию капитала в руках мещан-купцов. Однако государство подвергалось дискриминационной торговой практике со стороны Пруссии, Австрии и России, которые вводили высокие таможенные пошлины, тарифы и сборы. Дороги с твердым покрытием и внутренние водные пути были построены или улучшены государственными властями для облегчения роста торговли. Мещанство доминировало в инвестиционном финансировании, а ранее сосредоточенное в Данциге общее кредитование теперь осуществлялось в основном в Варшаве и Познани. Огромное состояние, накопленное банкиром, выходцем из недворянской семьи Петром Теппером, свидетельствовало о переменах времен.
Торговый баланс Речи Посполитой был отрицательным до 1780-х годов. Уменьшение роли Данцига отчасти было связано с дискриминацией со стороны Пруссии, чья политика также ослабила ранее жизненно важные обмены между Силезией и Речью Посполитой. Новый крупный торговый центр Варшава имела решающее значение для значительно активизировавшейся внутренней торговли. Были также региональные торговые центры, вроде Кракова, которые обслуживали западную Малую Польшу и восточную Верхнюю Силезию. Первый раздел уменьшил торговые контакты с южной Малой Польшей и Померанией, включенными в состав Австрии и Пруссии.

## Социальная эволюция и формирование нации

### Изменение структуры населения в период разделов; крестьянство

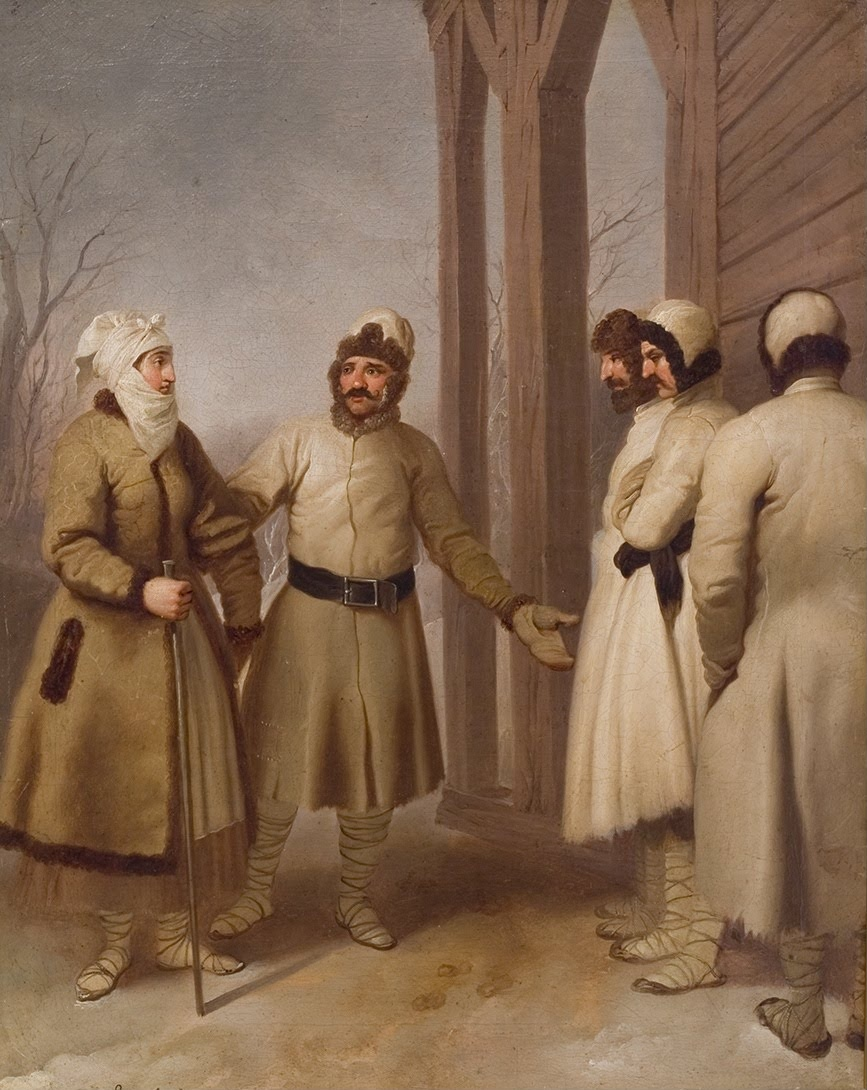
Франциск Смуглевич, Литовские крестьяне (XVIII в.).

Ранние социальные преобразования многонационального населения Речи Посполитой, в котором преобладала дворяне, происходили в период трех разделов. В той или иной степени они коснулись всех основных слоев общества: крестьян, мещан и дворянства. Этнический состав государства менялся с уменьшением территории.
Население, оценивавшееся не более чем в 7 млн человек в конце Северной войны, приобрело ещё несколько миллионов ко времени первого раздела. Западная Польша (Краковский и Познанский регионы) была гораздо более густонаселенной, чем обширные территории на востоке. После второго раздела на сильно сократившейся территории (с 730 до 200 тыс. км²) проживало всего 4 млн. Крестьяне составляли ¾ дораздельного населения, городские слои — 17-20 %, дворянство с духовенством — 8-10 %. Население до первого раздела составляло ⅔ этнических поляков или полонизированных, а меньшинства распределялись в основном среди недворянских классов.
Были компактные концентрации этнических поляков к западу и северу от границ Речи Посполитой до 1772 года: большая часть Верхней Силезии, части Нижней Силезии до региона Бреслау, Померания до Слупска и Мястко на западной окраине и части юга Восточной Пруссии. Многочисленные немцы на западе и севере Речи Посполитой составляли меньшинство, за исключением Жулав и северной Вармии. Евреи, которые во многих отношениях составляли отдельное сословие, были рассеяны по стране и, возможно, насчитывали 750 тыс. чел., из которых ⅔ жили в городах, где их купцы и торговцы были экономически очень активны. В результате первого раздела доля этнически польского населения сократилась до чуть более 50 % от общей численности; половина всех поляков теперь жила в Пруссии и Австрии. Прусские и австрийские власти ввели политику германизации в этнически оспариваемых районах до и во время разделов, которая поддерживала колонизацию поселенцами и ограничения на использование польского языка, начиная с Фридриха II, Марии Терезии и Иосифа II.
Положение крестьянства и вопрос об улучшении его положения стали одним из главных интересов и забот реформистских публицистов, главным из которых был король. Сейм 1768 г. запретил феодалам налагать смертную казнь на своих крепостных подданных, но попытка дальнейшего регулирования прав крестьян в Кодексе Замойского 1780 г. не увенчалась успехом. Лишь в 1791 г. Конституция 3 мая взяла крестьянство под защиту закона. Более решительной, но недолговечной попыткой отстаивать права крестьян был обнародованный Тадеушем Костюшко в 1794 году Поланецкий универсал. После первых разделов крестьяне пользовались ограниченными юридическими правами под прусской юрисдикцией, но более значительной защитой и проведением реформ в Австрии.
В Речи Посполитой около 64 % крестьян жили и работали в имениях феодалов, где условия значительно различались. 19 % в королевских владениях и 17 % на церковных землях испытывали более систематические улучшения в некоторых аспектах своего положения. Во второй половине века произошло более интенсивное расслоение крестьянского сословия от увеличения численности крайне обнищавшего элемента до образования зажиточных крестьянских групп. Образовательный уровень сельского крепостного населения повышался очень медленно, несмотря на усилия Эдукационной комиссии. Во времена экзистенциальной угрозы идея национальной самообороны встретила определённый отклик крестьян уже во время Барской конфедерации и в гораздо большей степени во время восстания Костюшко.

### Горожане и дворяне
Как и во многих других европейских странах, эпоха Просвещения в Польско-Литовском государстве была периодом большого подъёма мещанского сословия, верхние слои которого составляли городские деловые и профессиональные люди, чье экономическое положение укреплялось и стремилось к расширению политического положения и влияния. В середине века города и их жители пребывали в плачевном состоянии, особенно в Литве. В западном Познанском воеводстве городское население составляло около 30 % населения, в восточных провинциях — ниже 10 %. Население некогда крупного город Данцига упало ниже 50 тыс. жителей, Варшава насчитывала менее 30 тыс. человек. Благодаря государственной защите и оживлению экономики ситуация улучшилась в последние десятилетия существования Речи Посполитой: около 1790 г. в Варшаве проживало более 100 тыс. человек; другие города росли медленнее, например Краков и Познань достигли 20 тыс. жителей.
При созыве сейма 1764 г. были учреждены дворянские комиссии порядка (boni ordinis), которые приняли некоторые меры для улучшения городской экономики, но их послужной список был неоднозначным, и только в эпоху Великого сейма были проведены значительные реформы. С 1775 г. дворянам больше не запрещалось заниматься «городскими профессиями». В 1791 г. бюргерам королевских городов было предоставлено право покупки сельской собственности, предоставлены придворные привилегии и доступ к государственным учреждениям и сейму, а шляхтичам был снят запрет занимать должности в городских управах. Учреждениям городского самоуправления было позволено действовать и развиваться беспрепятственно, и они были поставлены под правовую защиту. Бюргерское сословие теперь оказалось в выгодном положении по сравнению с положением своих собратьев в Силезии или в строго контролируемых государством районах, присвоенных Пруссией после Первого раздела, которые также подвергались немецкой колонизационной деятельности за счет польского городского люда. В присоединённых к Австрии регионах в городах не было значительного экономического прогресса.
Раннее капиталистическое развитие привнесло в города новые элементы социального расслоения, в том числе возникшую в последнее десятилетие независимости интеллигенцию, банкирскую, производственную и торговую элиты, а также быстро растущие плебейские неимущие группы, зарождающийся пролетариат. Законы и реформы 1764, 1791 и 1793 гг. предоставили привилегии прежде всего имущим и грамотным городским учреждениям.
Экономически и политически развивающийся городской класс становился все более важным в культурной жизни страны, начиная с вдохновленной немецкой культурой интеллектуальной деятельности в Данциге и Торуни примерно в середине XVIII в. и заканчивая строившими городские дворцы и покровительствовавшими культурным начинаниям богатыми варшавскими горожанами последних лет. Ученый и писатель Станислав Сташиц, ведущая фигура польского Просвещения, был самым выдающимся из неблагородных интеллектуалов того периода. Городская интеллигенция, сыгравшая решающую роль в распространении идеологии Просвещения, происходила как из обедневшей шляхты, так и из городских семей; некоторые из самых решительных сторонников движения за национальные реформы и лидеры левого крыла восстания Костюшко происходили из этой группы. Многие бюргерские сыновья учились в ведущих учебных заведениях Речи Посполитой и за рубежом. Радикальные идеи и течения легко усваивались политически очень активными элементами варшавских низов. Члены этой группы массово поддерживали реформистские постулаты Великого сейма, продвигали идеалы Французской революции, помогали распространять политическую литературу и были незаменимы во время восстания Костюшко.
Большинство дворянства (шляхты) хотело сохранить свое привилегированное положение, выступало против реформ в первые годы правления короля Станислава Августа и против Кодекса Замойского. В своем последнем акте обструкции многие дворяне присоединились к антиреформистской Тарговицкой конфедерации в 1792 году. Богатый, космополитический и образованный класс магнатов стоял особняком от остального дворянства. Их поместья во многих случаях были разделены разделами Речи Посполитой, и многие магнаты охотно служили иностранным интересам, хотя существовало реформистское меньшинство, в которое входили такие политические активисты, как Анджей Замойский и Игнаций Потоцкий. Жившее на присоединённых в ходе Первого раздела к Австрии и Пруссии территориях среднее дворянство более сильно политически и экономически пострадало, понеся тяжелые потери во время и после восстания Барской конфедерации. Подавляющее большинство дворян старшего возраста и тех, кто проживал в более отдаленных регионах страны, следовали традиционным сарматским способам и стилю, в то время как многие из более молодых и находившихся в более тесном контакте с варшавскими придворными кругами все больше вдохновлялись иностранными обычаями, особенно французской модой, и следовали часто утопическим тенденциям Просвещения.

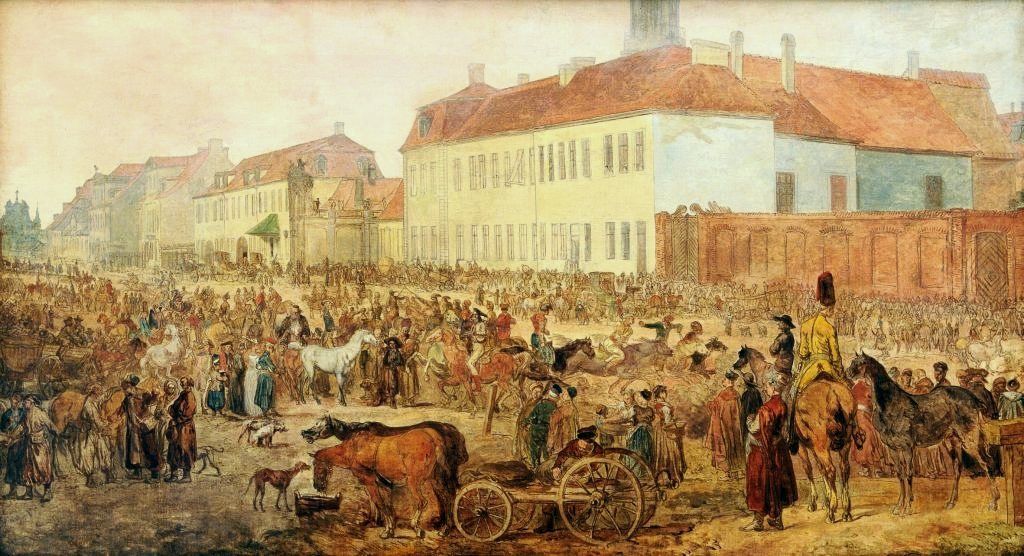
Лошадиный рынок на Королевской улице в Варшаве.

После Первого раздела из 700 тыс. дворян Речи Посполитой 400 тыс. принадлежало к разнообразному мелкому дворянскому слою. Члены этой группы практически не имели собственности и быстро деградировали, поскольку в меняющихся политических и социальных условиях традиционно выполняемая ими для магнатов работа(служба в частных магнатских армиях, комплектование местных законодательных собраний, прислуга в поместьях и т. .) перестали пользоваться повышенным спросом. Мелкие дворяне держались за номинальные шляхетские привилегии до тех пор, пока это было возможно, но они теряли свой статус и часто были вынуждены становиться наемными рабочими или переселяться в города. Великий сейм 1791 г. обусловил участие в местных собраниях (сеймиках) минимальным годовым доходом от сельской собственности.
В какой-то мере общество становилось более эгалитарным, поскольку новые законы облегчили горожанам из высшего сословия получение дворянского статуса. Отныне социальный статус будет частично, но все больше зависеть от богатства. Во второй половине XVIII в. важным фактором продвижения эгалитарного мышления было растущее движение масонства, в которое входили наиболее видные деятели эпохи и не ограничивавшееся дворянством. Современное представление о нации как о сообществе всех социальных классов начало укореняться даже среди идеологов шляхты.

## Культура

### Образование и наука
Фундаментальная образовательная реформа, направленная на широкие слои общества, стремилась воспитать граждан просвещенных и занимающихся общественными делами, а также подготовленных по практическим предметам. Это в значительной степени способствовало как изменениям в общем менталитете, так и интеллектуальным достижениям польского Просвещения, когда Речь Посполитая снова стала одним из наиболее активных центров европейской культуры. Когда существованию польской государственности все больше угрожала опасность, образование рассматривалось как способ изменить преобладающий менталитет правящего шляхетского класса, прививая им чувство гражданского долга и позволяя им проводить необходимые реформы.
Первые значительные реформы школ иезуитов и пиаристов происходили уже с 1740-х годов. До Первого раздела насчитывалось около 104 церковных колледжей, десять академических и остальные на среднем уровне; по стране занятия посещали 30 — 35 тыс. студентов. Но позиции церкви слабели, так как некоторые слои общества попадали под влияние идеологии французского Просвещения. Ситуация созрела для государственного захвата и лаицизации школьного образования, что отражало господствовавшие в то время европейские тенденции.
Первая светская школа в Польше, «Школа рыцарства» или Дворянская академия кадетского корпуса, была основана в 1765 году, вскоре после прихода к власти Станислава Августа. Он служил в первую очередь образовательным потребностям военных, возглавлялся просвещенным магнатом Адамом Казимиром Чарторыйским и произвел на свет ряд будущих военачальников, в том числе Тадеуша Костюшко.
Общая и фундаментальная образовательная реформа стала возможной после подавления иезуитов, которые в то время руководили большинством колледжей. В 1773 г. сейм учредил для проведения реформ Комиссию народного просвещения, которая была уполномочена завладеть иезуитскими школами, имуществом и фондами. В состав Комиссии входили Анджей Замойский, Игнаций Потоцкий, епископы Михаил Понятовский и Игнацы Массальский; среди его сотрудников были педагоги, в том числе Гжегож Пирамович и Гуго Коллонтай. Комиссия по образованию реформировала все аспекты и уровни образования, от начального до высшего, и ввела новые светские программы обучения.
Среднее образование находилось в ведении двух крупных университетов, или «основных школ»: Краковского и Виленского университета, которые в то время находились в процессе комплексных реформ. В Кракове реформой руководил Коллонтай, который расширил несколько факультетов, особенно в области математики и физических наук, сделал упор на практическое применение академических предметов и ввел польский язык в качестве основного средства обучения. «Главная школа Короны» после долгого перерыва стала творческим научным центром. Эффективные реформы в Вильнюсе были проведены выдающимся математиком Марцином Почобутом-Одляницким. Подчиненные бывшие иезуитские средние школы по-прежнему комплектовались в основном учителями из распущенного ордена, которые обычно сотрудничали с новыми светскими правилами.
Многие другие школы находились под непосредственным руководством Комиссии по образованию, утвержденные учебные программы которой делали упор на точные науки и национальный язык, историю и географию; Латынь стала ограниченной, а богословие было упразднено. «Моральная наука», направленная на воспитание ответственных граждан, больше не основывалась на католической религии. Были также многочисленные приходские школы, которые не входили в официальную сферу деятельности Комиссии, но продолжали оказывать существенное влияние на её работу. Общество начальной книги, основанное в 1775 г., выпустило 27 современных учебников, в основном для среднего образования.
Среди крестьянского населения образовательный прогресс был ещё скудным. Было около 1600 приходских школ в 1772 г., что составляло не более половины их прежнего числа примерно на рубеже XVI—XVII веков. В эпоху Великого сейма было открыто больше сельских школ, и в то время было зачислено больше девочек.
Результатом деятельности Комиссии национального просвещения стало величайшее культурное достижение польского Просвещения. Образовательные реформы подверглись резкой критике со стороны консерваторов, но новая политика была успешно защищена и оставалась в силе на протяжении всего существования Речи Посполитой. Польско-литовское государство оказалось в числе ведущих европейских стран по организации и качеству образования на академическом и среднем уровнях; Комиссия оказала глубокое влияние на господствовавшие в обществе взгляды не только в свое время, но и в XIX в.
Был прогресс в области образования и на землях, присвоенных Пруссией и Австрией после Первого раздела. Общее образование становилось все более доступным для недворянских классов (обязательное для всех в Пруссии), но знание немецкого языка было необходимо для достижения более чем самого базового образовательного уровня.
Наука, основанная на рационализме и эмпиризме, ломала свою зависимость от религии, стремясь к более глубокому пониманию природы и общества. Цель состояла в перестройке общества с научной точки зрения и облегчения эксплуатации природных ресурсов с помощью знаний, что также уделяло большое внимание прикладным отраслям научных дисциплин. Современные научные представления активно развивались в Западной Европе со второй половины XVII в., когда Речь Посполитая вступала в период отсталости; поэтому нынешнее состояние знаний должно было быть ассимилировано и использовано для местных нужд во второй половине XVIII в.
Современные исследования в области астрономии проводились Марцином Почобуттом в Вильнюсе и Яном Снядецки в Кракове. Среди математиков были два вышеупомянутых исследователя и Михал Хубе из Торна. Ян Яскевич и Юзеф Осинский были химиками, заинтересованными также в технических и промышленных применениях.
Выдающимся натуралистом был Ян Кшиштоф Клюк, который исследовал и описал флору и фауну Польши и применил свои знания в сельском хозяйстве. Картография и составление карт были крупным проектом военного назначения, которым руководил король. Кароль де Пертес составил только карты западной части страны. Ян Потоцкий много путешествовал и оставил выдающиеся письменные отчеты о своих приключениях. Медицинские знания развивались в основном в двух университетах, где модернизировались и реформировались их организационные структуры; основными фигурами были Анджей Бадурский и Рафал Черняковский в Кракове..
Антоний Поплавский и Иероним Стройновский были экономистами и приверженцами физиократии. Ведущие интеллектуалы того времени Гуго Коллонтай и Станислав Сташич также придерживались физиократических взглядов, но также выступали за государственный протекционизм в соответствии с правилами меркантилизма и камерализма. Государство должно было защищать крестьянина как создателя сельскохозяйственных богатств и помогать в развитии промышленности и торговли.
Современная история и историография развивались благодаря работам Феликса Лойко-Рендзейовского, который первым применил статистику, и особенно епископа Адама Нарушевича. Нарушевич завершил свою «Историю польского народа» только до 1386 г., но также оставил собрание весьма ценных для исторических исследований исходных материалов и критически отнесся к более поздним деструктивным тенденциям в шляхетской политике.
Просветительский вклад польской науки был скромнее, чем вклад эпохи Возрождения, но общие усилия по расширению и популяризации привлекательности науки и знания означали их новую социальную роль. Было много учебников, переводов, популярных очерков и периодических изданий, «Историко-политический дневник Петра Свитковского из Варшавы» был ярким примером последней категории..

### Литература и искусство

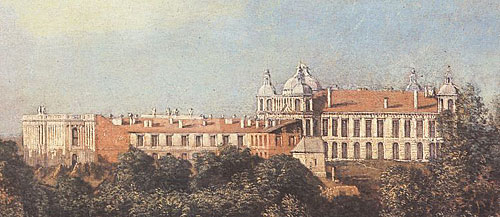
Уяздовский замок. Картина 1775 года.

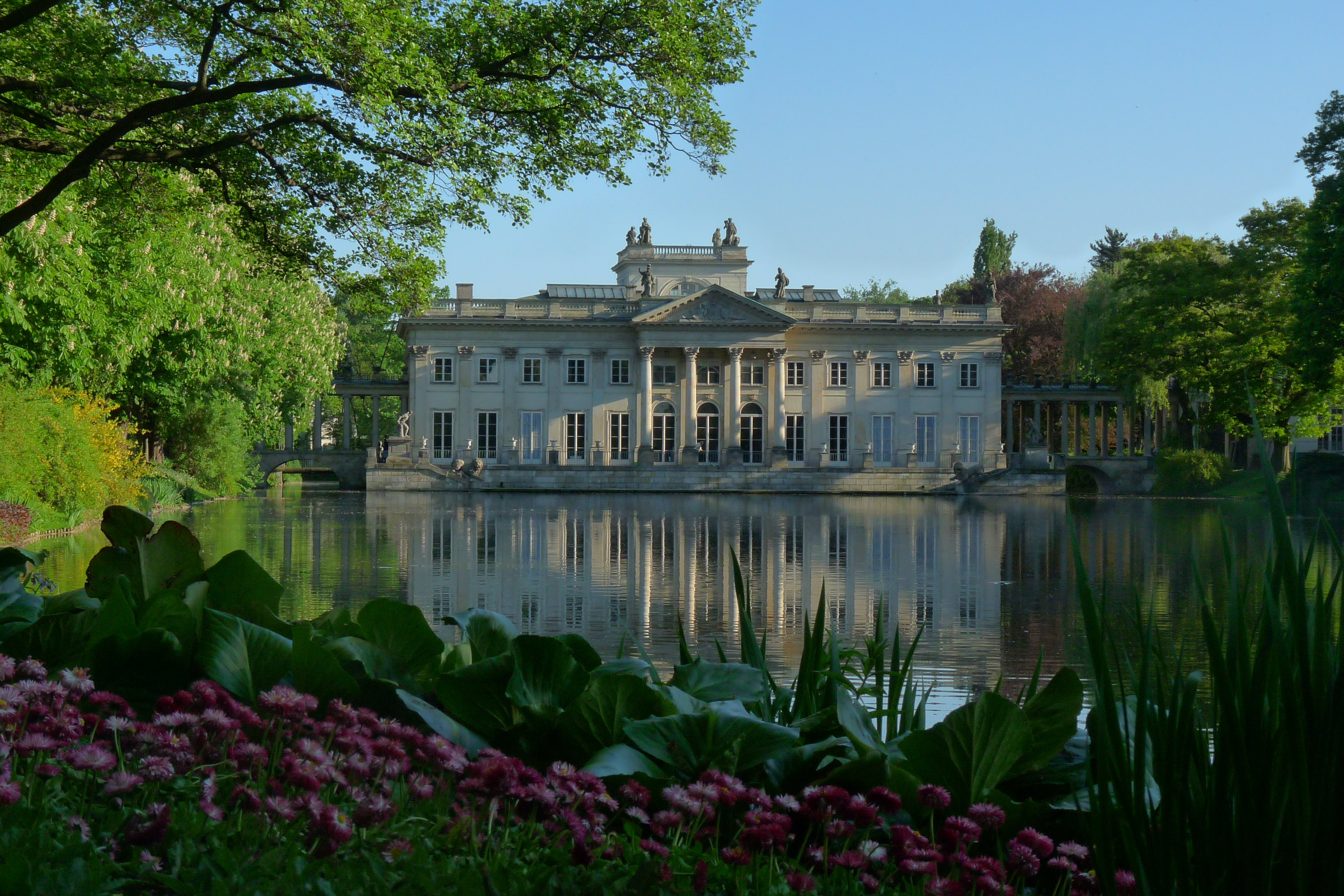
Лазенковский дворец.

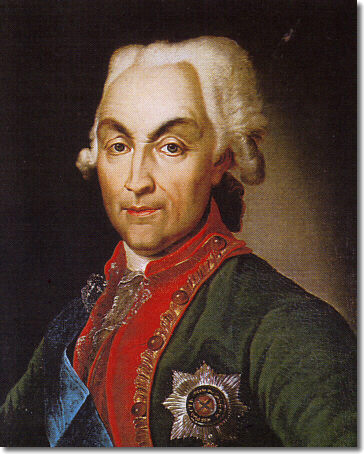
Николай Репин, посол России в Варшаве с 1764 по 1769 год.